# Batalion (pożarnictwo)
Batalion (pożarnictwo) – oddział w sile od trzech do pięciu kompanii oraz dowódca.